# إيمي هاثاواي
إيمي هاثاواي (بالإنجليزية: Amy Hathaway)‏ هي ممثلة أمريكية، ولدت في 1974. بدأت مشوارها المهني سنة 1988.

## أعمال

### أفلام
- (1996) الشجاعة تحت النار[3]

## وصلات خارجية
- إيمي هاثاواي على موقع IMDb (الإنجليزية)
- إيمي هاثاواي على موقع أول موفي (الإنجليزية)
- إيمي هاثاواي على موقع قاعدة بيانات الأفلام السويدية (السويدية)
- إيمي هاثاواي على موقع قاعدة بيانات الفيلم (الإنجليزية)